# Distretto di Mansoura (Tlemcen)
Il distretto di Mansoura è un distretto della provincia di Tlemcen, in Algeria.

## Comuni
Il distretto di Mansoura comprende 4 comuni:
- Aïn Ghoraba
- Beni Mester
- Mansoura
- Terny Beni Hdiel